# Mikrostomia
Mikrostomia (łac. microstomia) - wada wrodzona polegająca na nieprawidłowo małych ustach. Należy do niecharakterystycznych cech dysmorficznych twarzy, do zespołów w których obrazie klinicznym może znaleźć się mikrostomia należą zespół Freemana-Sheldona, zespół Sheldona-Halla, zespół Cowden czy zespół Schwartza-Jampela.
Mikrostomia może być też cechą nabytą, sytuacja taka występuje w niektórych kolagenozach (np. w zespole CREST).